# Valois
Dynastie Valois či jen Valois [valoa] byla vedlejší rodová linie francouzského královského rodu Kapetovců. Ve Francii vládla v hlavní linii v letech 1328–1498 a ve vedlejších liniích Valois-Orléans a Valois-Angoulême až do roku 1589. Z tohoto rodu pocházela také první manželka Karla IV., Blanka, se kterou se oženil, když mu bylo 7 let (roku 1323).
Po vymření hlavní rodové linie dynastie Valois přešla francouzská koruna na vedlejší linii Valois-Orléans a poté v roku 1515 na linii Valois-Angoulême. Ta vymřela v roce 1589 a vláda pak přešla na (původně protestantskou) dynastii Bourbonů.

## Historie
Zakladatelem rodu byl Karel I. z Valois (1270–1325), mladší syn francouzského krále Filipa III. a bratr krále Filipa IV. z rodu Kapetovců. Po smrti posledního krále z hlavní rodové linie Kapetovců Karla IV. v roce 1328 usedl na francouzský trůn syn Karla z Valois Filip, a to pod jménem Filip VI., čímž zahájil vládu dynastie Valois.

## Boj o trůn
Počátky vlády rodu Valois byly provázeny především sporem s anglickým královským rodem, jehož členové si rovněž činili nárok na francouzský trůn. Matka anglického krále Eduarda III. byla totiž dcerou francouzského krále Filipa IV. z rodu Kapetovců. Eduard III. si tedy činil nárok na francouzský trůn na úkor rodu Valois. Spor obou rodů o trůn, o anglické državy ve Francii a také o nadvládu ve Flandrech nakonec vyústil až ve stoletou válku. Během této války trvající od roku 1337 do roku 1453 se na francouzském trůnu vystřídalo pět králů z rodu Valois.
Po smrti krále Karla VI. z rodu Valois byl na základě smlouvy z Troyes uznán za francouzského krále vnuk Karla VI. – anglický král Jindřich VI., zatímco vlastní syn Karla VI., dauphin Karel, byl z dědických nároků na trůn vyloučen. K zásadnímu zvratu ve válce došlo v roce 1429, kdy selské děvče Johanka z Arku, údajně na základě božího vnuknutí, začalo naléhat na dauphina Karla, aby se prohlásil králem Francie a shromáždil armádu k osvobození Francie od Angličanů. Francouzské vojsko vedené Janou z Arku se poté nejprve zmocnilo města Orléans a následně byl v Remeši, korunovačním městě francouzských králů, slavnostně uveden na francouzský trůn dauphin Karel jako Karel VII. z rodu Valois. Touto korunovací získal Karel VII. naprostou legitimitu a byl i domácí šlechtou uznán za nezpochybnitelného vládce Francie.

## Francouzští králové z rodu Valois

### Hlavní linie
- Filip VI. (1328–1350)
- Jan II. (1350–1364)
- Karel V. (1364–1380)
- Karel VI. (1380–1422)
- Karel VII. (1422–1461)
- Ludvík XI. (1461–1483)
- Karel VIII. (1483–1498)

Galerie
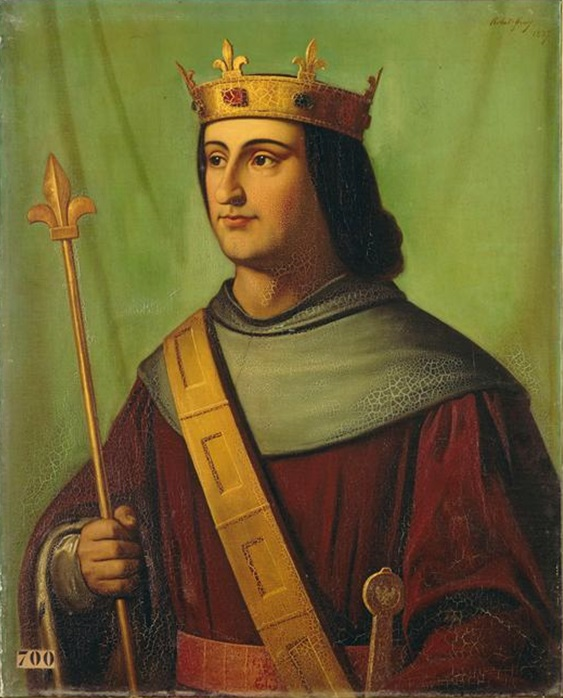
Filip VI.
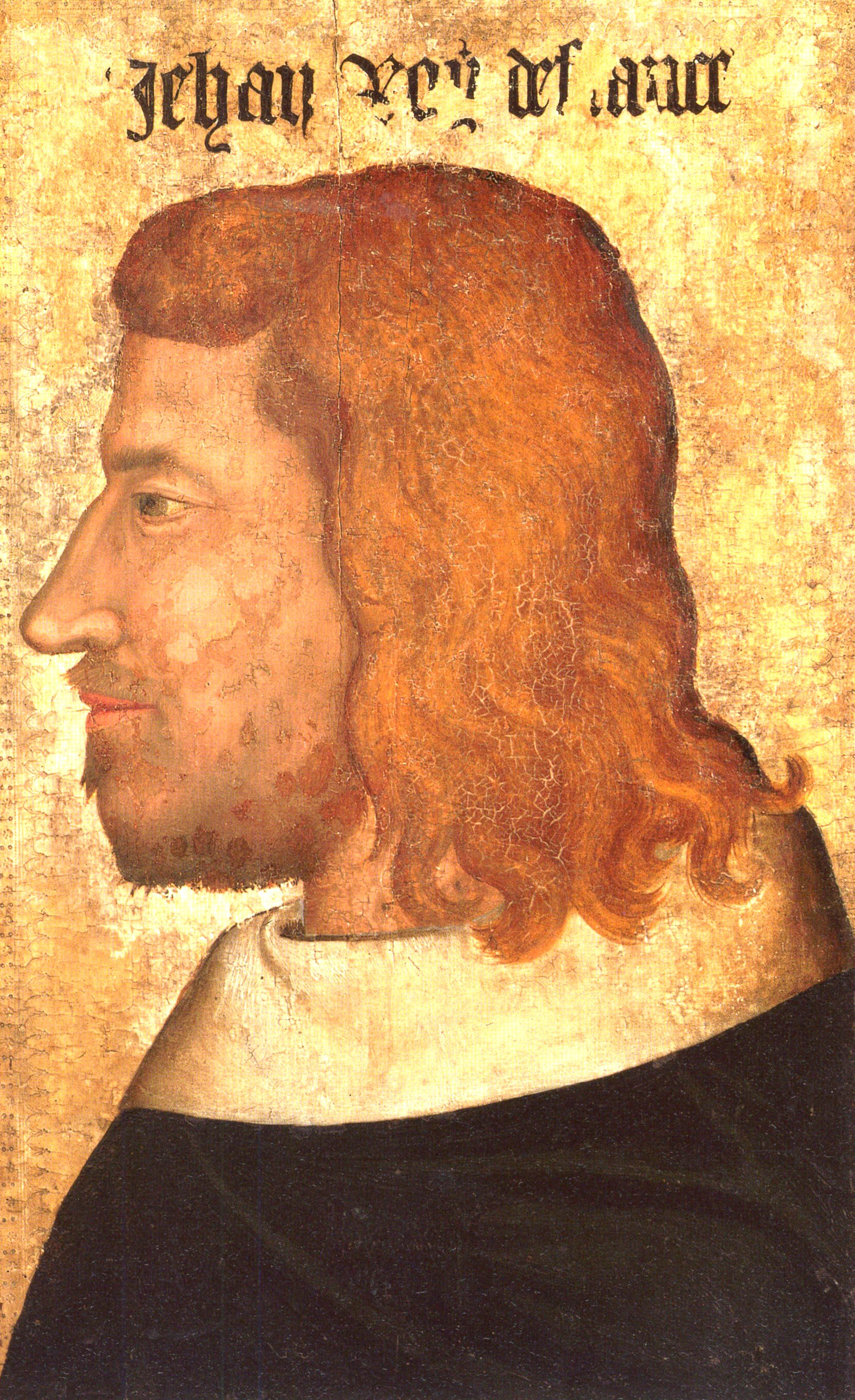
Jan II.
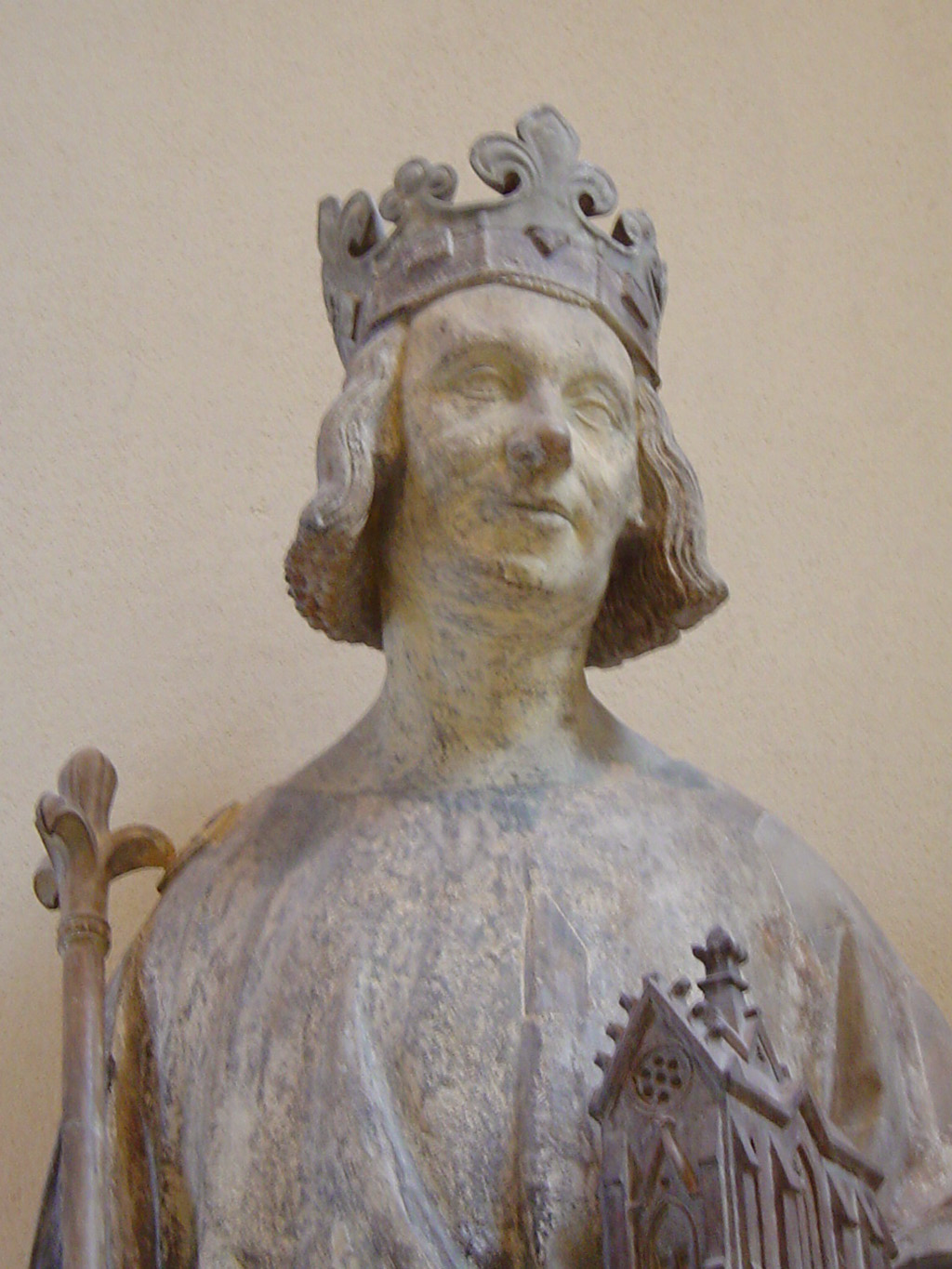
Karel V.
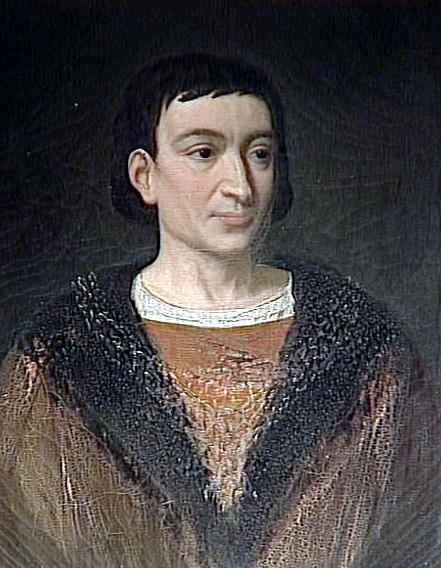
Karel VI.
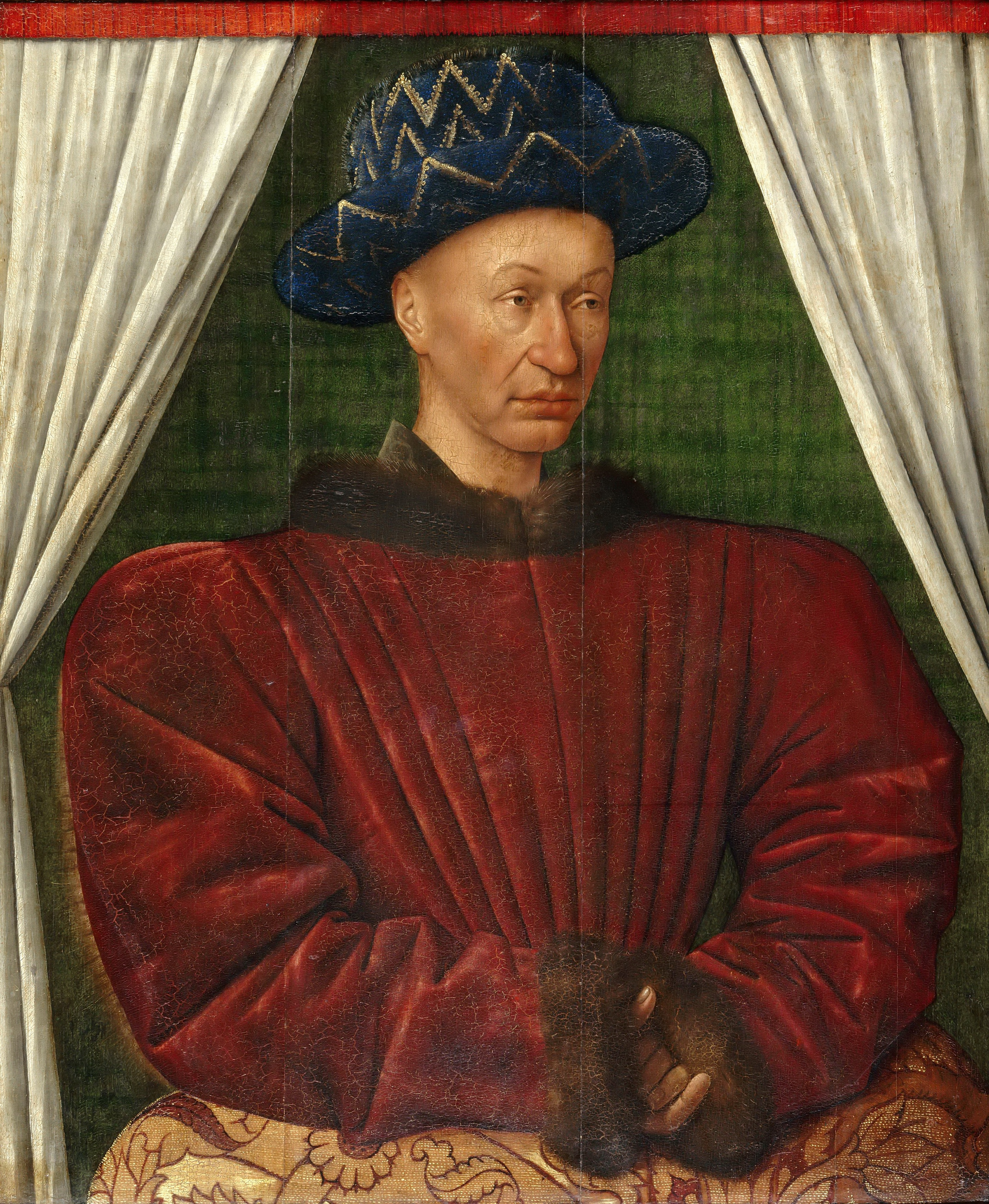
Karel VII.
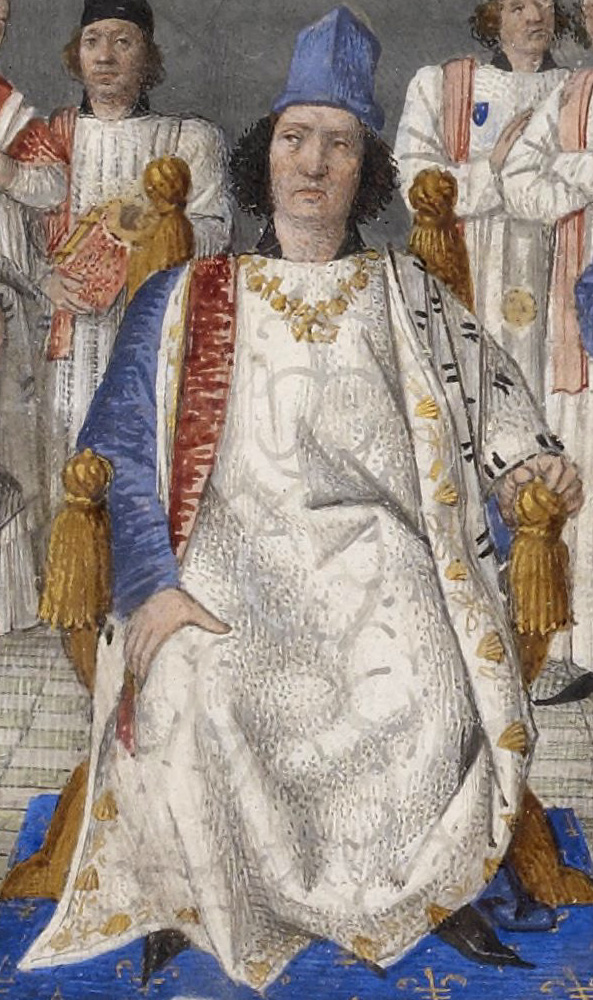
Ludvík XI.
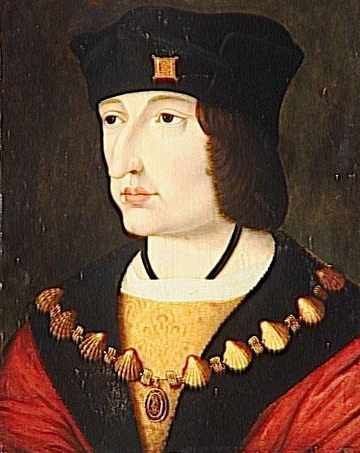
Karel VIII.

### Vedlejší linie Valois-Orléans

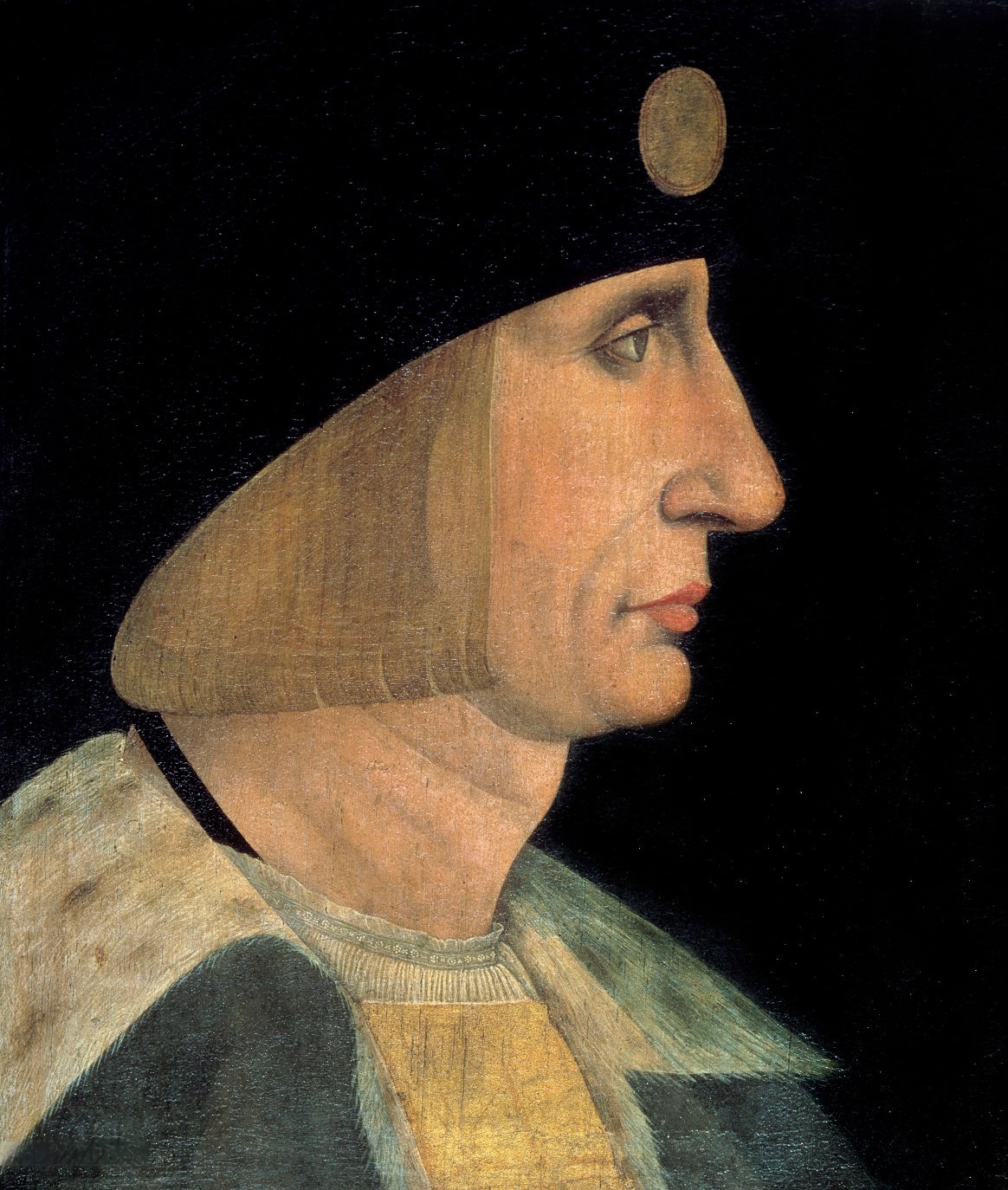
král Ludvík XII.

Po vymření hlavní rodové linie rodu Valois v roce 1498 usedl na francouzský trůn král Ludvík XII. z vedlejší rodové linie Valois-Orléans. Po jeho smrti v roce 1515 přešlo právo na trůn na další vedlejší rodovou linii Valois-Angoulême.

### Vedlejší linie Valois-Angoulême
Vedlejší rodová linie Valois-Angoulême francouzského královského rodu Valois nastoupila na trůn v roce 1515. Členové rodu Valois-Angoulême odvozovali svůj původ od francouzského krále Karla V. a jeho mladšího syna Ludvíka, vévody Orleánského. Zakladatelem rodové linie Valois-Angoulême byl Ludvíkův mladší syn Jan, hrabě z Angoulême. Po vymření hlavní rodové linie Valois a následně i vedlejší linie Valois-Orléans připadl francouzský trůn v roce 1515 Františku I. z rodu Valois-Angoulême (František byl vnukem zakladatele této rodové linie Jana, hraběte z Angoulême).
V osobě posledního francouzského krále z této dynastie Jindřicha III. (v českém prostředí známého jako Jindřich z Valois) vládly krátce v letech 1573–1575 také v Polsku (jako Jindřich I.).

#### Konec rodu Valois
Když v roce 1559 náhle umřel král Jindřich II., zdála se být budoucnost dynastie Valois stále velmi nadějná, jelikož Jindřich měl kromě dcer rovněž čtyři syny. První syn František II. ale umřel již rok po nástupu na trůn. V roce 1574 umřel i další Jindřichův syn Karel IX. a na trůn usedl jeho bratr Jindřich III., který byl ještě donedávna králem Polska (zde vládl 1573–1574 jako Jindřich I.). V roce 1584 umřel mladší bratr Jindřicha III. František, vévoda z Anjou. Sám Jindřich III. zemřel, stejně jako jeho bratři, bezdětný, a to v roce 1589 rukou atentátníka. Po vymření rodu Valois v mužské linii získal právo na francouzský trůn rod Bourbonů.
- František I. (1515–1547)
- Jindřich II. (1547–1559)
- František II. (1559–1560)
- Karel IX. (1560–1574)
- Jindřich III. (1574–1589), také v letech 1573–1575 jako Jindřich I. král Polska

Galerie
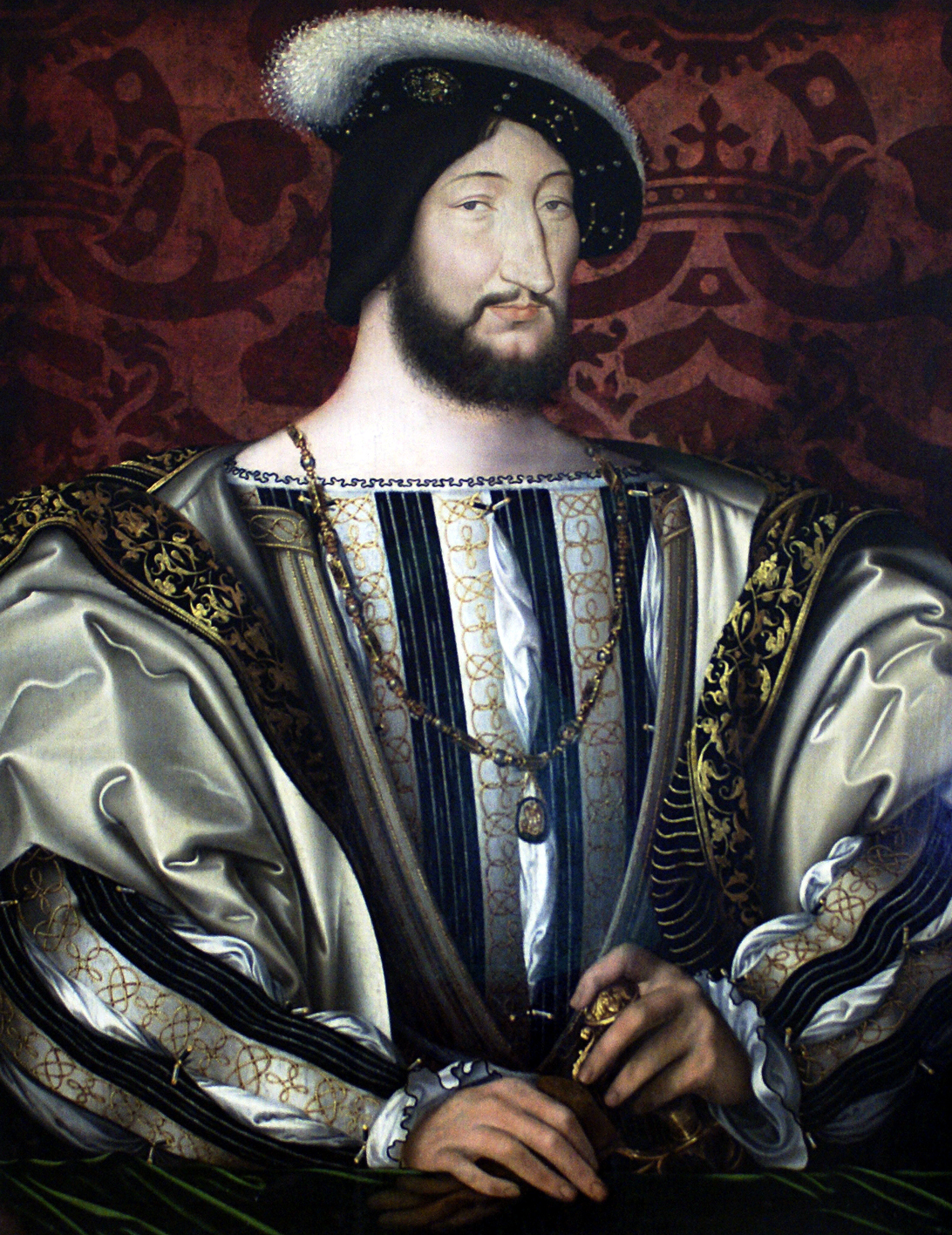
František I.
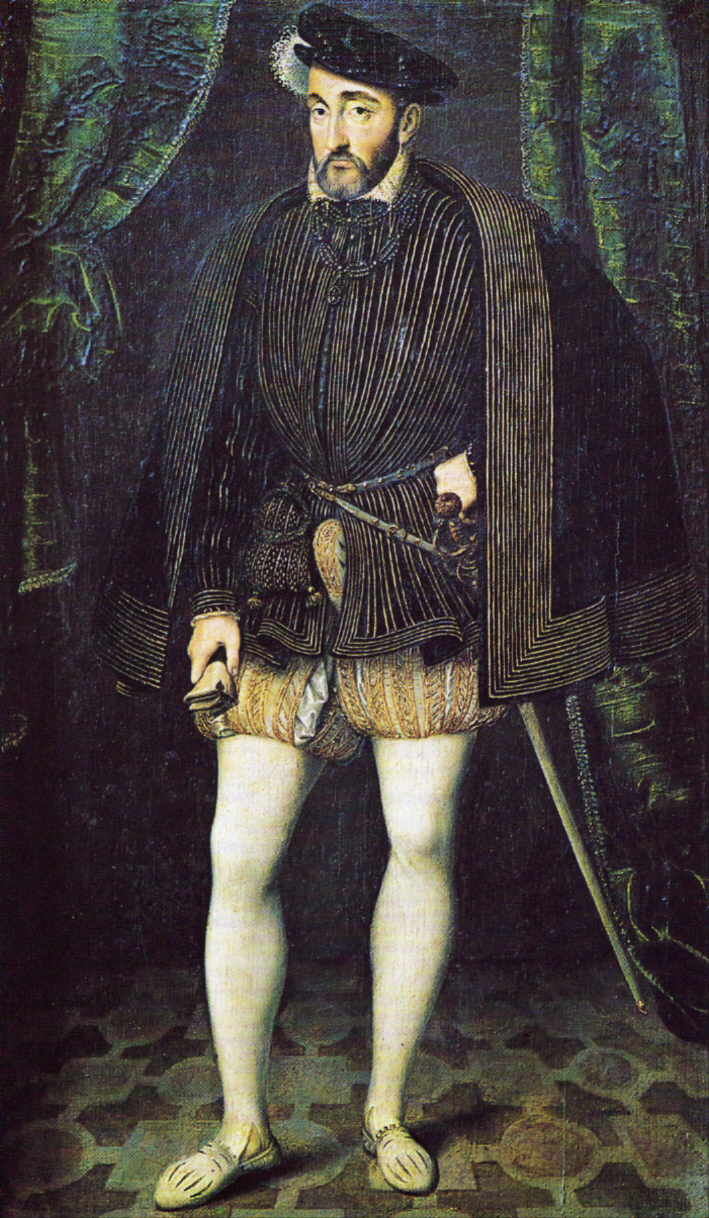
Jindřich II.
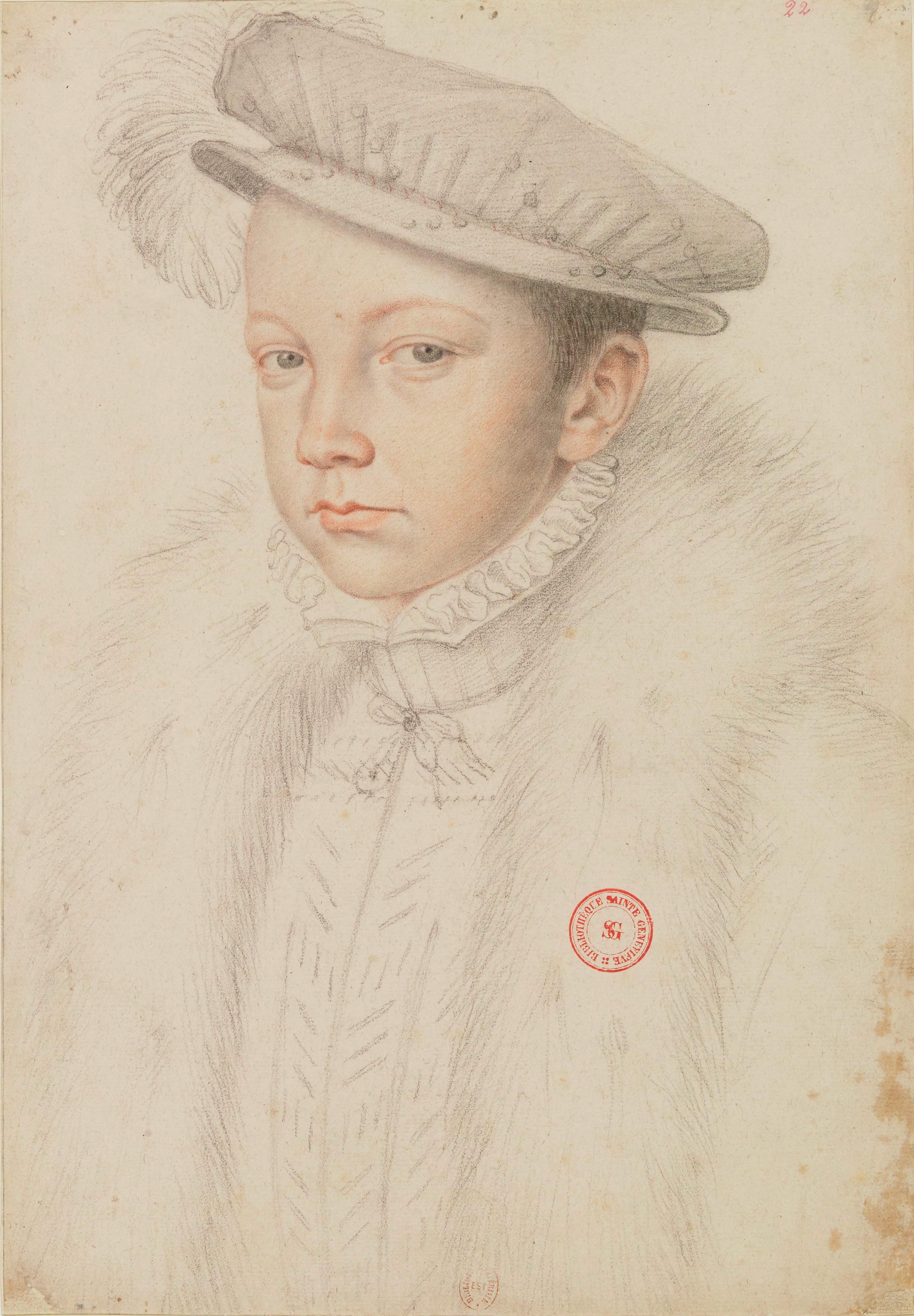
František II.
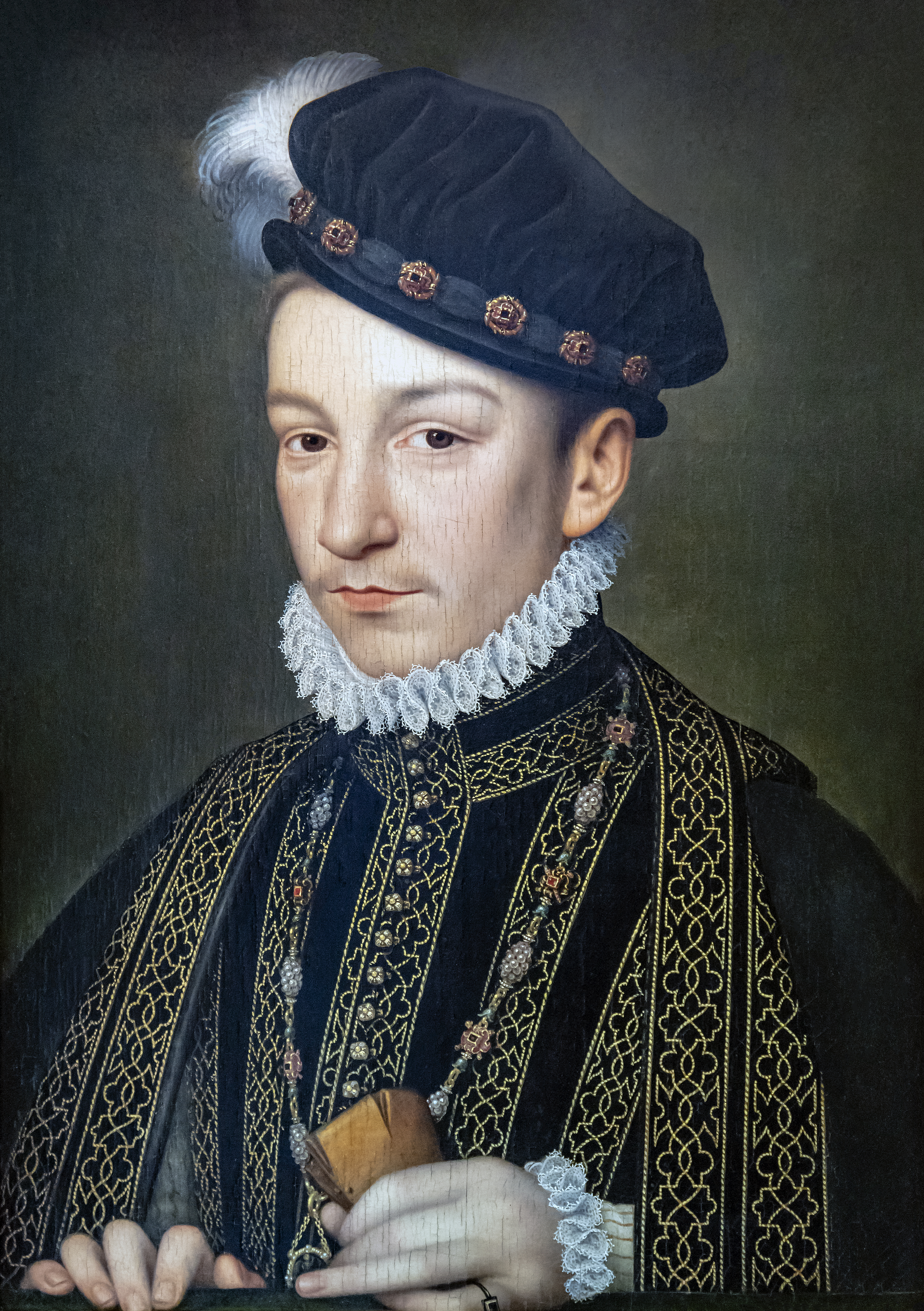
Karel IX.
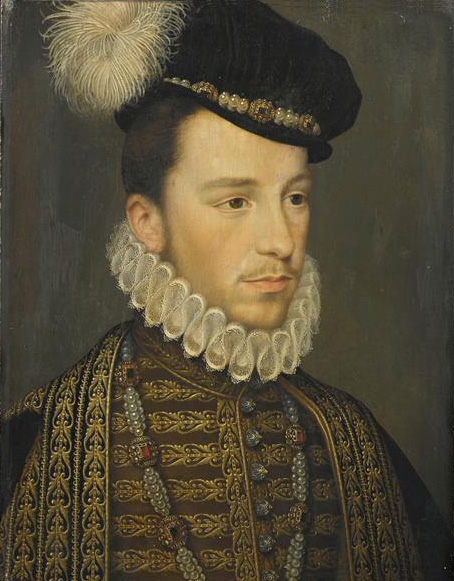
Jindřich III.